# Gnophos fractifasciaria
Gnophos fractifasciaria är en fjärilsart som beskrevs av Rudolf Püngeler 1901. Gnophos fractifasciaria ingår i släktet Gnophos och familjen mätare. Inga underarter finns listade i Catalogue of Life.